# Station Heidelberger Platz
Heidelberger Platz is een station van de S-Bahn van Berlijn, gelegen onder en parallel aan de Berlijnse stadsringweg, nabij de Heidelberger Platz in het Berlijnse stadsdeel Wilmersdorf. Het gelijknamige metrostation werd geopend op 12 oktober 1913 aan het eerste deel van de Wilmersdorf-Dahlemer U-Bahn, de huidige lijn U3. Het station aan de S-Bahnring kwam in gebruik op 15 december 1883 en droeg oorspronkelijk de naam Schmargendorf.

## S-Bahnstation
Het S-Bahnstation Heidelberger Platz ligt aan de Ringbahn, een ringspoorweg voor goederen- en voorstadsverkeer om het centrum van Berlijn die in 1877 gereed kwam. Op 15 december 1883 kreeg de toen nog zelfstandige gemeente Schmargendorf een halte aan de Ringbahn. De stationshal kwam gereed in 1892. Na elektrificatie in 1928 werd de ringlijn in 1930 opgenomen in de S-Bahn, een nieuw, van andere spoorlijnen gescheiden netwerk van voorstadstreinen. Vanaf 1944 bestond er een continue ringdienst op de lijn, maar de bouw van de Berlijnse Muur in 1961 deelde de Ringbahn in tweeën. Het West-Berlijnse deel van de ringlijn raakte vervolgens in verval, niet in de laatste plaats door de boycot van de (ook in West-Berlijn door de Oost-Duitse DR bedreven) S-Bahn. In 1980 werd de lijn na een staking buiten bedrijf gesteld en sloot station Schmargendorf zijn deuren. Vier jaar na de val van de muur, op 17 december 1993, kwam het zuidelijke deel van de Ringbahn weer in gebruik en werd het station, iets naar het zuidoosten verplaatst, heropend. Vanwege de overstap op het gelijknamige metrostation die hiermee ontstond kreeg het S-Bahnstation de nieuwe naam Heidelberger Platz.
Het station heeft een eilandperron en is gelegen op maaiveldniveau, parallel aan de stadsringweg (BAB 100) en onder een viaduct in de Mecklenburgische Straße. Aan het zuidoostelijke uiteinde van het station bevindt zich de verbinding met het metrostation, onder andere via een lift. Station Heidelberger Platz wordt aangedaan door de lijnen S41 (ring met de klok mee), S42 (ring tegen de klok in) en S46 (Königs Wusterhausen - Westend).

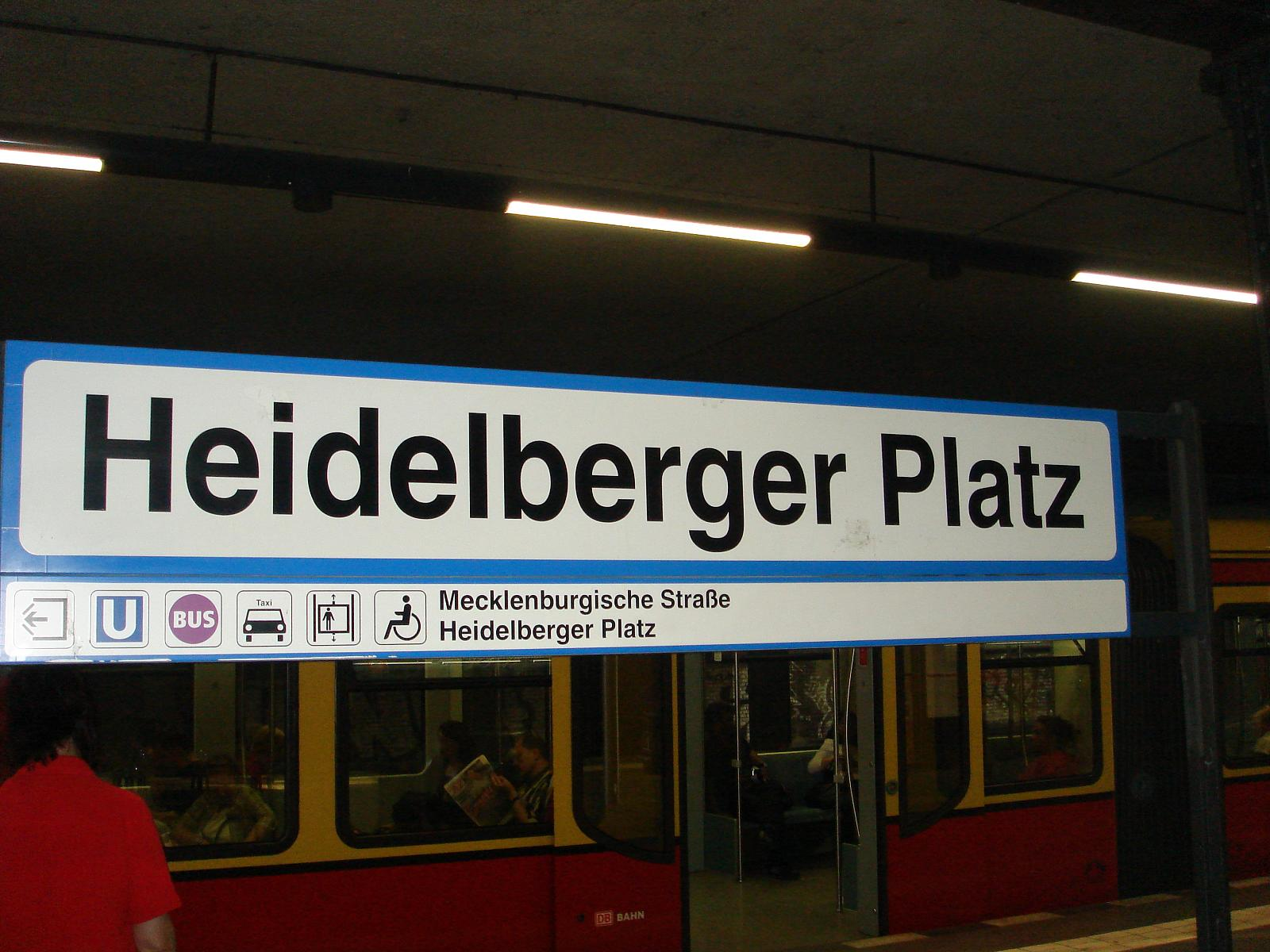
Stationsbord